# Парижскокоммунское сельское поселение
Парижскокоммунское сельское поселение — муниципальное образование в Верхнехавском районе Воронежской области.
Административный центр — село Парижская Коммуна.

## История
Названо в честь французского правительства, действовавшего в 1871 году.

## География
Сельское поселение состоит из 3 сёл :
- село Забугорье
- село Никоново
- село Парижская Коммуна

Площадь: 39,67

## Население
| Численность населения |
| --------------------- |
| 2018                  |
| ↗1424                 |